# Baxter County
Das Baxter County ist ein County im US-Bundesstaat Arkansas. Der Verwaltungssitz (County Seat) ist Mountain Home.

## Geographie
Das County liegt im äußersten Norden von Arkansas, grenzt im Norden an Missouri und hat eine Fläche von 1520 Quadratkilometern, wovon 84 Quadratkilometer Wasserfläche sind. Es grenzt an folgende Countys:
|               | Ozark County (Missouri) |               |
| Marion County |                         | Fulton County |
| Searcy County | Stone County            | Izard County  |

## Geschichte
Das Baxter County wurde am 24. März 1873 aus Teilen des Fulton Countys, des Izard Countys, des Marion Countys und des Searcy Countys gebildet. Benannt wurde es nach Elisha Baxter (1827–1899), dem zehnten Gouverneur von Arkansas (1872–1874).
Die endgültigen Countygrenzen wurden 1881 festgelegt.
Ab 1850 befuhren Dampfschiffe den White River und bedienten den Personen- und Gütertransport. Um 1900, mit dem Bau der Eisenbahnbrücke bei Cotter, übernahm die Eisenbahn diese Aufgabe.
Das Jacob Wolf House, ein zweigeschossiges Blockhaus, in Liberty (heute Norfork) diente von 1828 bis 1836 als territorialer Verwaltungssitz. Das Wolf House ist das älteste noch existierende Courthouse in Arkansas.

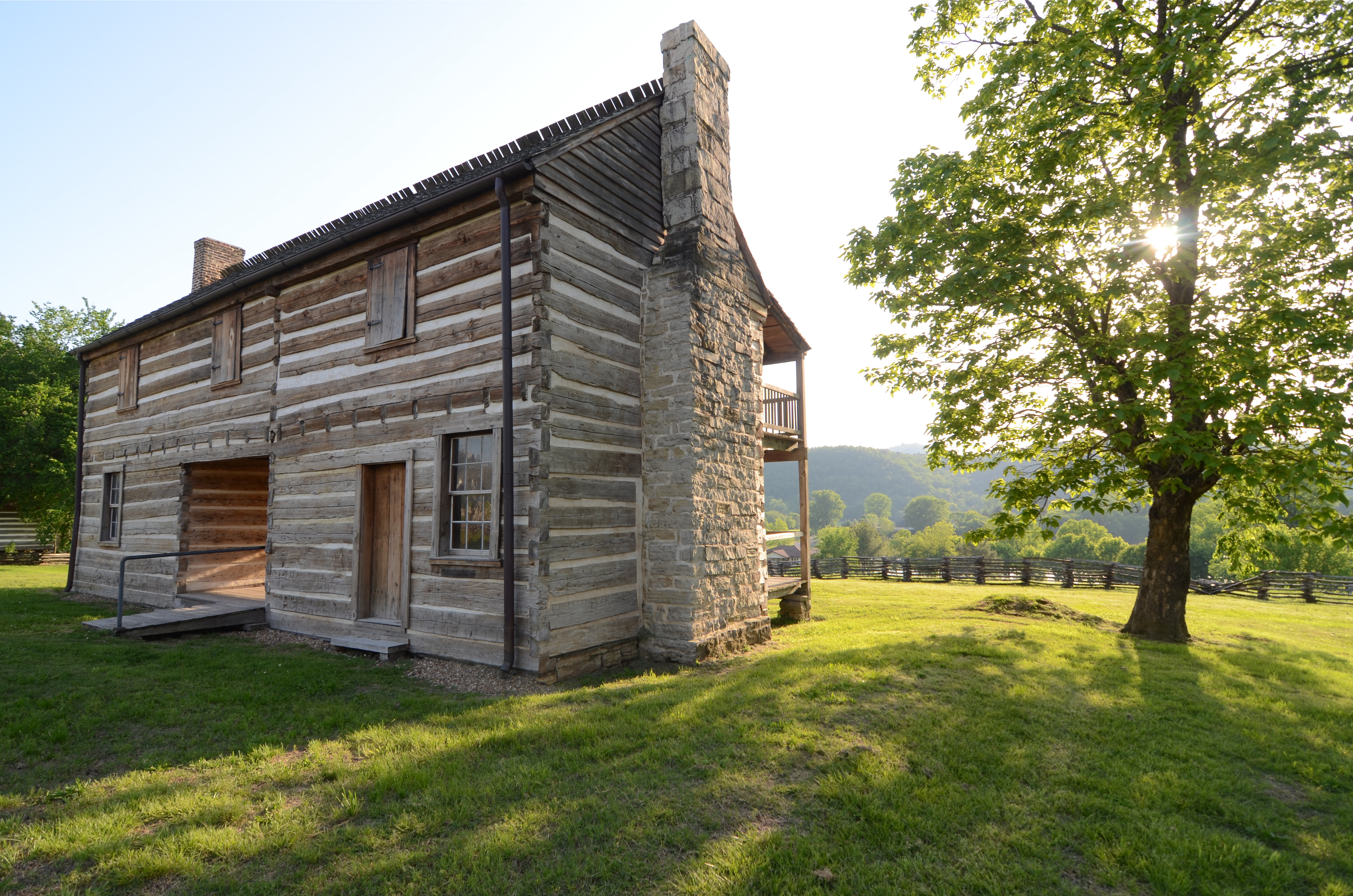
Das Jacob Wolfe House ist seit April 1973 im NRHP eingetragen.

20 Bauwerke, Stätten und historische Bezirke (Historic Districts) des Countys sind im National Register of Historic Places („Nationales Verzeichnis historischer Orte“; NRHP) eingetragen (Stand 7. Februar 2022), darunter die Cotter Bridge, das Sid Hutcheson Building und das Jacob Wolf House.

## Demografische Daten

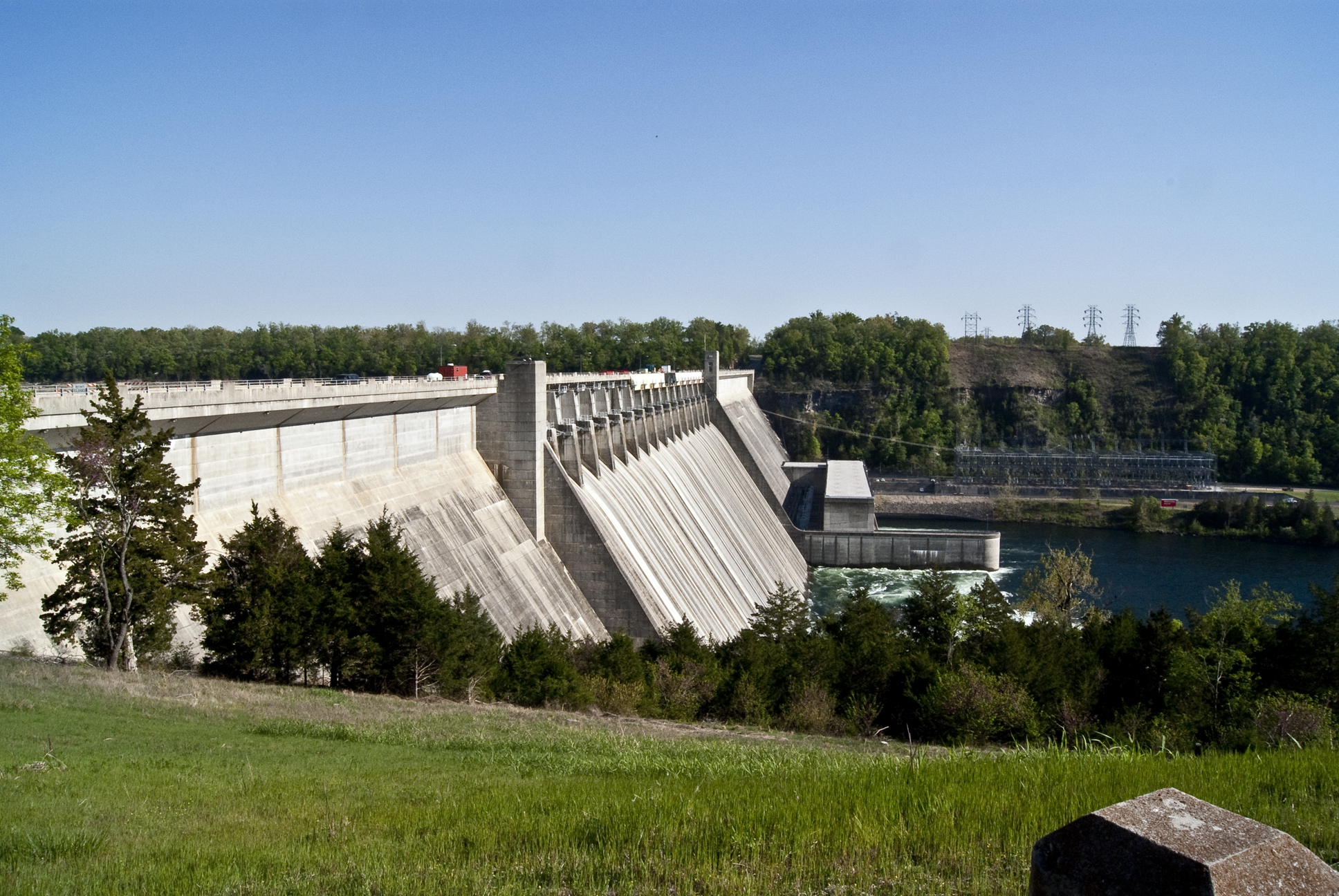
Der Bull Shoals Dam

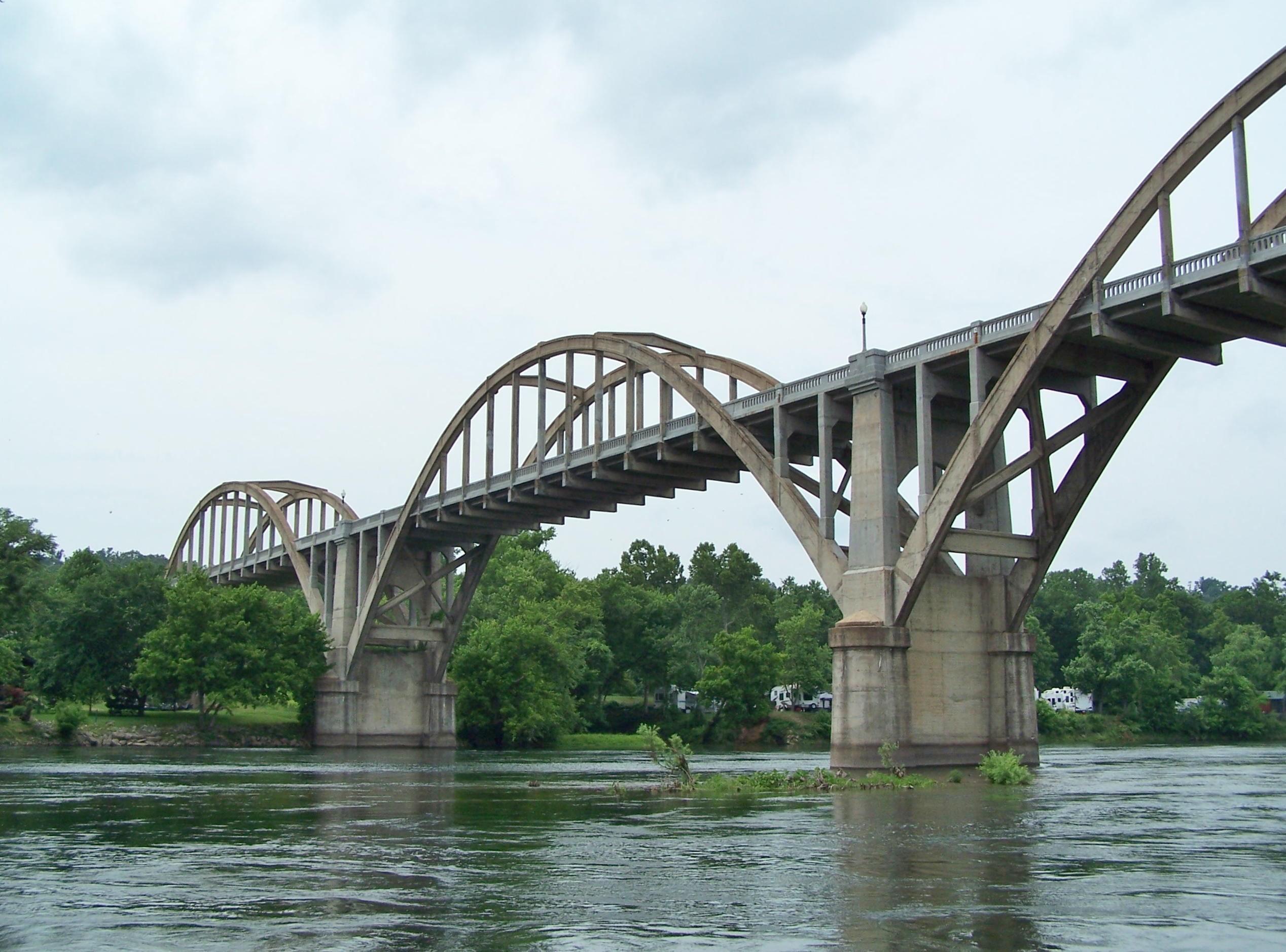
Die Cotter Bridge über den White River ist seit April 1990 im NRHP eingetragen.

Nach der Volkszählung im Jahr 2000 lebten im Baxter County 38.386 Menschen. Davon wohnten 710 Personen in Sammelunterkünften, die anderen Einwohner lebten in 17.052 Haushalten und 11.799 Familien. Die Bevölkerungsdichte betrug 27 Einwohner pro Quadratkilometer. Ethnisch betrachtet setzte sich die Bevölkerung zusammen aus 97,81 Prozent Weißen, 0,11 Prozent Afroamerikanern, 0,52 Prozent amerikanischen Ureinwohnern, 0,34 Prozent Asiaten, 0,02 Prozent Bewohnern aus dem pazifischen Inselraum und 0,22 Prozent aus anderen ethnischen Gruppen; 0,97 Prozent stammen von zwei oder mehr Ethnien ab. Unabhängig von der ethnischen Zugehörigkeit waren 1,00 Prozent der Bevölkerung spanischer oder lateinamerikanischer Abstammung.
Von den 17.052 Haushalten hatten 22,0 Prozent Kinder oder Jugendliche im Alter unter 18 Jahre, die mit ihnen zusammen lebten. 59,0 Prozent waren verheiratete, zusammenlebende Paare, 7,7 Prozent waren allein erziehende Mütter, 30,8 Prozent waren keine Familien. 27,5 Prozent aller Haushalte waren Singlehaushalte und in 15,1 Prozent lebten Menschen im Alter von 65 Jahren oder darüber. Die Durchschnittshaushaltsgröße lag bei 2,21 und die durchschnittliche Familiengröße bei 2,65 Personen.
19,0 Prozent der Bevölkerung waren unter 18 Jahre alt, 5,8 Prozent zwischen 18 und 24, 21,1 Prozent zwischen 25 und 44, 27,4 Prozent zwischen 45 und 64 und 26,8 Prozent waren 65 Jahre oder älter. Das Durchschnittsalter betrug 48 Jahre. Auf 100 weibliche kamen statistisch 92,3 männliche Personen und auf 100 Frauen im Alter von 18 Jahren und darüber kamen durchschnittlich 89,1 Männer.
Das jährliche Durchschnittseinkommen eines Haushalts betrug 29.106 USD, das Durchschnittseinkommen der Familien 34.578 USD. Männer hatten ein Durchschnittseinkommen von 25.976 USD, Frauen 18.923 USD. Das Prokopfeinkommen betrug 16.859 USD. 7,9 Prozent der Familien und 11,1 Prozent der Einwohner lebten unterhalb der Armutsgrenze.

## Orte im Baxter County
Citys
| - Cotter - Gassville - Lakeview | - Mountain Home - Norfork - Salesville |

Towns
- Big Flat1
- Briarcliff

Unincorporated Communitys
| - Clarkridge - Gamaliel - Harriet | - Henderson - Midway |

1 – teilweise im Searcy County

weitere Orte
- Advance
- Arkana
- Arkawana
- Buffalo City
- Buford
- Cartney
- Colfax
- Culp
- Cumi
- Jordan
- Lone Rock
- McPhearson
- Monkey Run
- Old Joe
- Rodney
- Shady Grove
- Shipp
- Three Brothers
- Whiteville

Townships
- Bayou Township
- Big Flat Township
- Buckhorn Township
- Buford Township
- Greenwood Township
- Grover Township
- Independence Township
- Logan Township
- Lone Rock Township
- Matney Township
- Mill Township
- Mountain Home Township
- North Fork Township
- Pigeon Township
- Union Township
- Whiteville Township